# Zilverstift

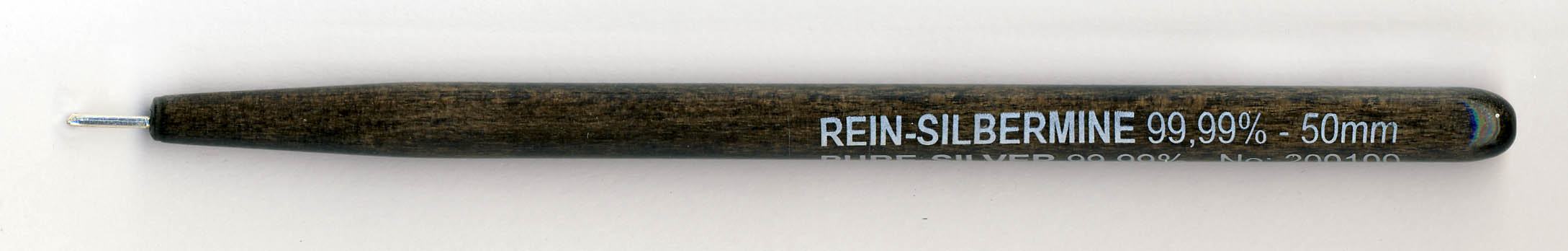

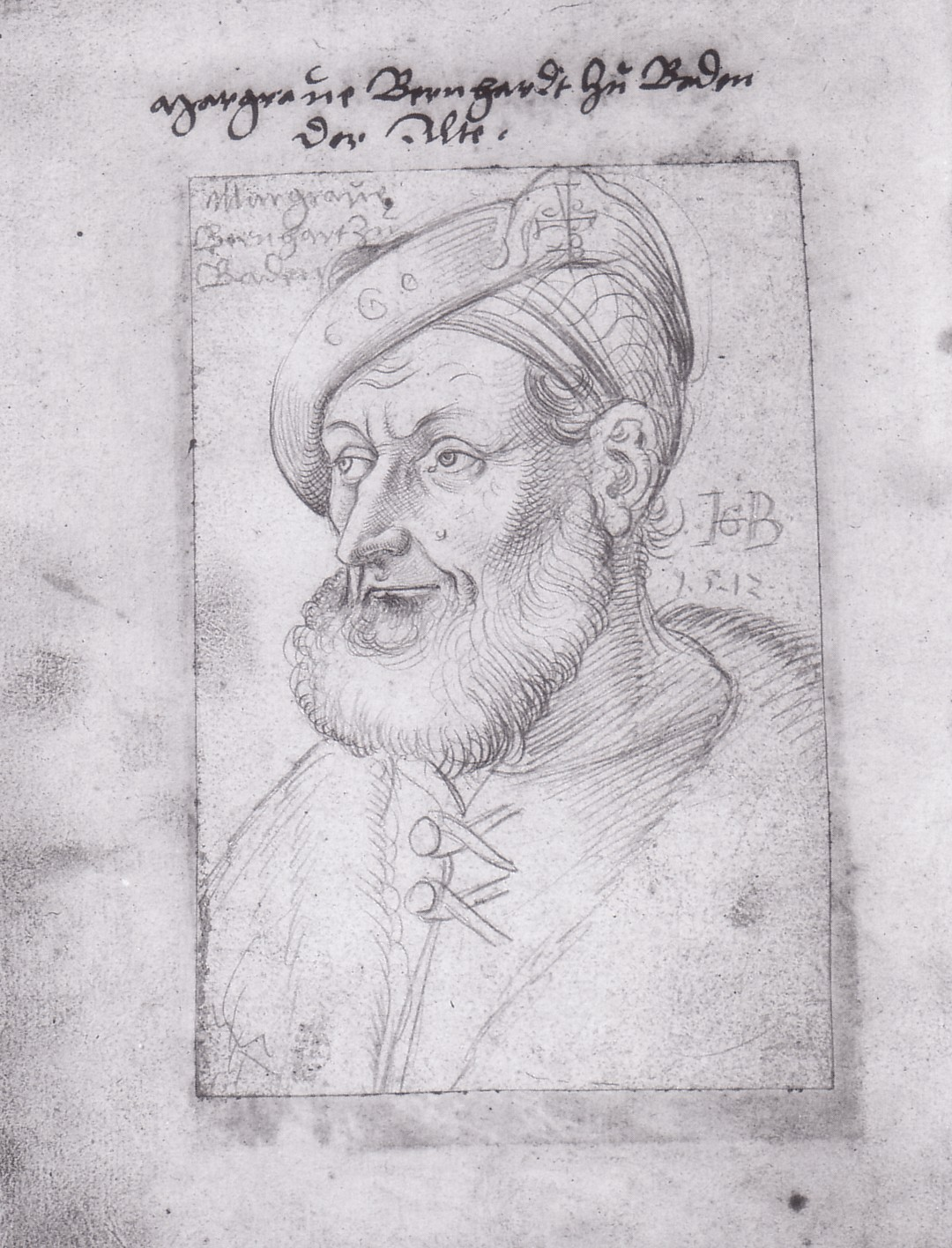
Portret van de Markgraaf van Baden door Hans Baldung, 1512

De zilverstift was een schrijfgereedschap dat vanaf de 15e eeuw werd gebruikt om te tekenen. Het was de moeilijk te hanteren voorloper van het grafietpotlood, zoals dat tegenwoordig alom bekend is. 
Zilverstiften bestaan zoals de naam al aangeeft uit zilver, in tegenstelling tot de goedkopere en zachtere loodstift die bestond uit een samenstelling van tin en lood.
Door oxidatie die ontstaat bij de blootstelling aan de lucht worden de getekende lijnen zwartbruin. Bij loodstift, aluminiumstift en goudstift treedt geen zichtbare oxidatie op. Een geprepareerde krijtgrond, aangebracht op papier of karton, is de drager van de tekening met zilverstift.
Deze techniek wordt in de hedendaagse tekenkunst nog maar zelden toegepast. Wél zijn zilverstiften nog steeds in de handel. De stift gaat praktisch levenslang mee, zonder noodzaak van aanscherping. 